# 이석담 (독립운동가)
이석담(李石潭, 1859년 3월 16일~1930년 5월 26일)은 대한제국의 여성 독립운동가였다. 사후 1977년 8월 15일 대한민국 대통령 표창장과, 1991년 3월 1일 대한민국 건국훈장 애국장이 각각 추서되었다.

## 생애
황해도 평산(平山)의 친정 외가친척 작은 외숙부 분갓집에서 출생하였으며, 어린 시절 황해도 황주군 주남면 친정 친갓댁에서 훈민정음(한글)과 자치통감(한문)을 모두 학습한 그녀는, 지난날 한때 서염윤(徐艶潤)·서정민공(徐貞憫恭)·이서홍(李書虹)이라는 가명(假名)을 사용하였다. 1905년 을사늑약(乙巳勒約)의 체결로 인하여 대한제국 전국 각지에서 항일 의병이 봉기할 당시 황해도 평산군(平山郡)의 명문 부녀자로서 의병장 조맹선(趙孟善)·이진룡(李鎭龍) 휘하의 부하 의병들을 자신의 집에 은닉하고 숙식을 제공하였으며, 자신의 소유 전답을 매도하여, 그 전액을 의병들의 군자금으로 제공하였다. 1910년 경술국치늑약(庚戌國恥勒約)이 체결되자 일제가 주는 소위 은사금(恩賜金)을 차라리 거부하면서 끝까지 항일 의지를 굽히지 않았다.
1930년 5월 13일, 황해도 평산군 마산면 대경리 109번지 자택에서 갑자기 초여름 열병을 앓으면서 몸져눕다가 13일 지난 5월 26일, 끝내 다시는 일어나지 못했다. 향년 72세.

## 사후
대한민국 정부에서는 고인의 공훈을 기리고자 1977년 8월 15일을 기하여 대한민국 대통령 표창장을, 1991년 3월 1일을 기하여 대한민국 건국훈장 애국장을 각각 추서하였다.